# Maxillaria sanderiana
Maxillaria sanderiana är en orkidéart som beskrevs av Heinrich Gustav Reichenbach och Henry Frederick Conrad Sander. Maxillaria sanderiana ingår i släktet Maxillaria och familjen orkidéer. Inga underarter finns listade i Catalogue of Life.

## Bildgalleri

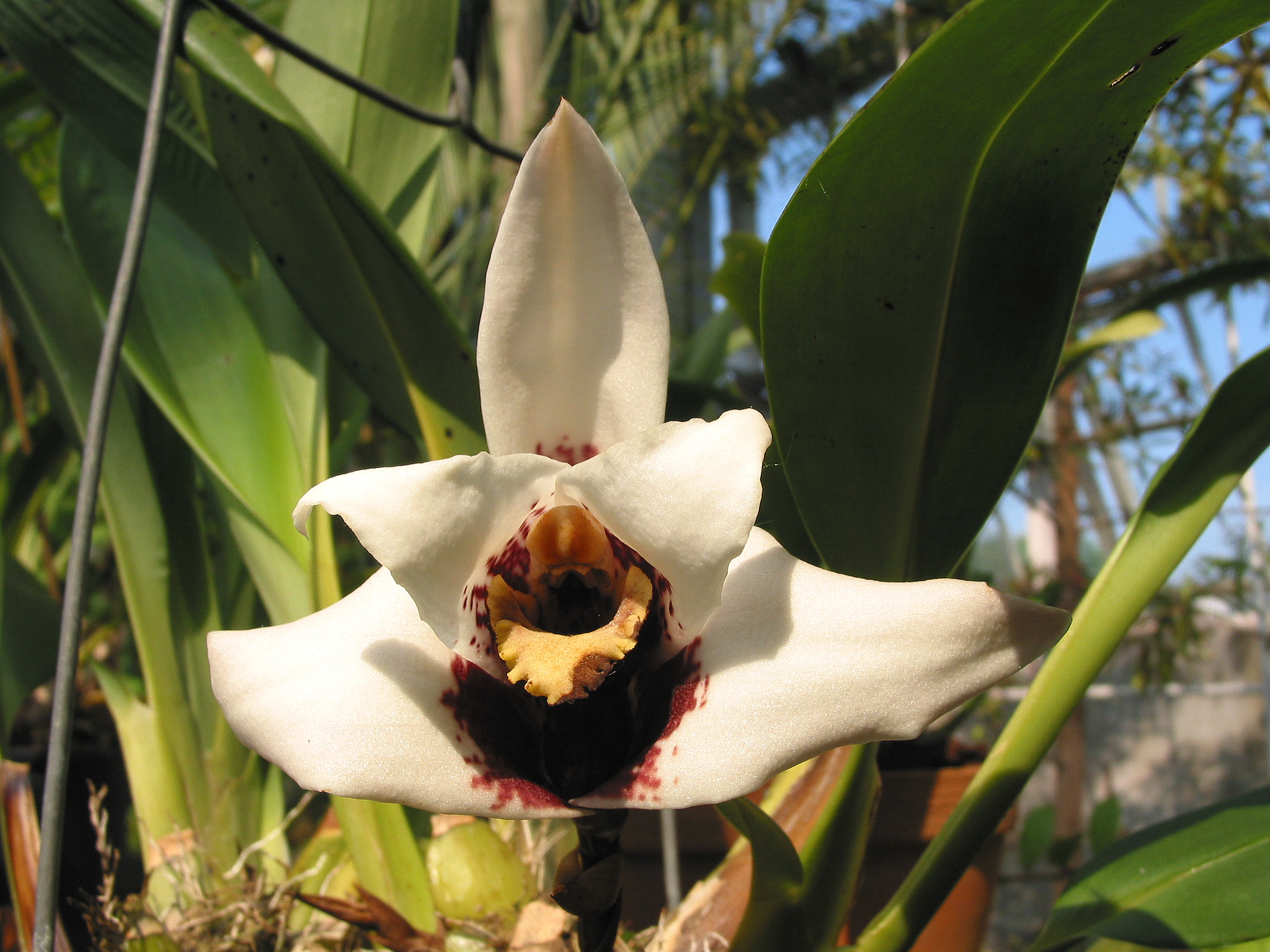
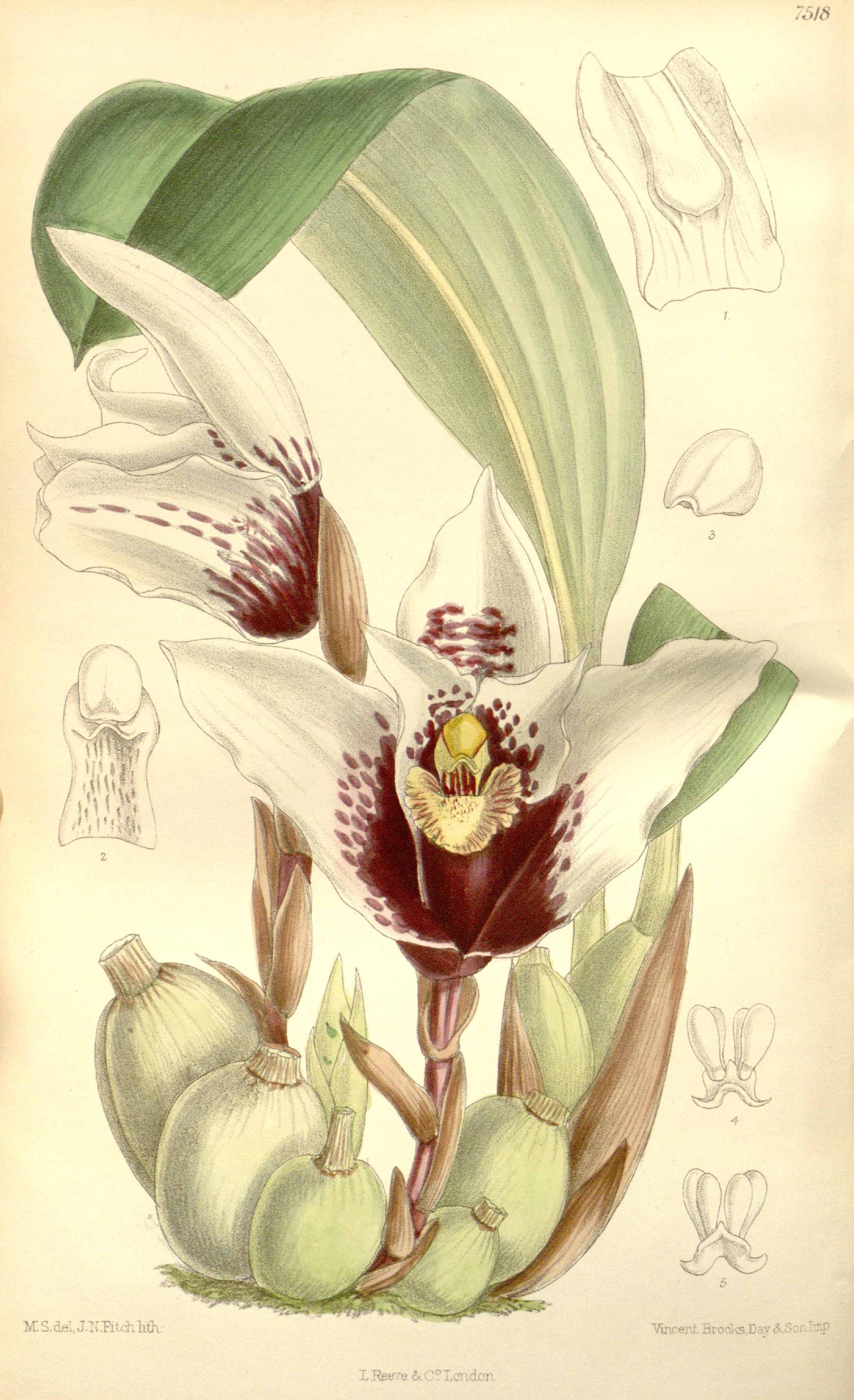